# Схеми збагачення вугілля відсадкою

Рис. 1

Схеми збагачення вугілля відсадкою

## Загальний опис
Відсадку застосовують для збагачення дрібних класів вугілля й антрацитів легкої і середньої збагачуваності. Допускається застосування відсадки для збагачення дрібних класів вугілля й антрацитів важкої збагачуваності, а також для збагачення крупних класів вугілля легкої збагачуваності при вмісті породних фракцій менше 30 %. Для вугілля, яке добувається гідроспособом, а також вугілля легкої збагачуваності з вмістом класу +13 мм менше 20 % варто застосовувати ширококласифіковану відсадку.
Залежно від характеристики вихідного вугілля, вимог до якості кінцевих продуктів і техніко-економічних міркувань можуть бути застосовані різні схеми з використанням відсадки.
При роздільному збагаченні крупних і дрібних класів вугілля відсадкою воно розділяється на грохотах і направляється у відсаджувальні машини, у яких розділяється на три продукти (концентрат, промпродукт і відходи). Промпродукт, одержуваний у результаті збагачення крупного класу, дробиться до 13 мм і спрямовується на збагачення разом із дрібним машинним класом (рис. 1).
При збагаченні коксівного вугілля у некласифікованому вигляді його розділення на класи відбувається тільки в подальших стадіях. Концентрат і промпродукт після відсадки піддаються грохоченню за розміром 13 або 25 мм із метою виділення дрібних класів перед їх зневодненням у фільтрувальних центрифугах (рис. 2).
На фабриках, які збагачують енергетичне вугілля і де виділення промпродукту не передбачається, відходи виділяються в обох секціях відсаджувальної машини. Іноді важкий продукт другої секції направляють у вигляді циркулюючого продукту в ту ж машину (рис. 3).
Іноді при застосуванні важкосередовищної сепарації з метою породовибірки одержуваний у цьому випадку легкий продукт після дроблення до 13 мм збагачується разом із дрібним машинним класом відсадкою (рис. 4).

## Комплекс операцій і обладнання при відсадці

### Комплекс збагачення крупного машинного класу відсадкою
В комплексі збагачення крупного машинного класу відсадкою слід передбачати:
– зневоднення концентрату на грохотах с ополіскуванням;
– зневоднення промпродукту і відходів у елеваторах;
– дроблення промпродукту і збагачення його сумісно з дрібним машинним класом або в окремому циклі.

### Комплекс збагачення дрібного машинного класу відсадкою
Комплекс збагачення дрібного машинного класу відсадкою повинний включати:
– для зневоднення концентрату — конусні грохоти або багер-класифікатори (1 стадія) і вібраційні грохоти або фільтруючі центрифуги (2 стадія) (перед обладнанням 1 стадії зневоднення допускається установка вібраційних грохотів з розміром отворів сит, рівним 6 мм, для відділення товарного концентрату сорту 6 — 13 мм при збагаченні антрацитів);
– для зневоднення промпродукту — елеватори (1 стадія) і фільтруючі центрифуги (2 стадія);
– для зневоднення породи — елеватори (допускається при великому вмісті дрібних класів і при відсутності порід, що розмокають, додаткове зневоднення на вібраційних грохотах).